# Pezicula livida
Pezicula livida är en svampart som först beskrevs av Berk. & Broome, och fick sitt nu gällande namn av Rehm 1881. Pezicula livida ingår i släktet Pezicula och familjen Dermateaceae.   Inga underarter finns listade i Catalogue of Life.